# Prunéřovská brána
Prunéřovská brána byla jednou z hlavních bran středověkého opevnění královského města Kadaně. Tato gotická brána s věží vznikla již na přelomu 13. a 14. století. Stála na konci dnešní ulice Kapitána Jaroše (dříve nazývané Prunéřovská i Hasištejnská), a to v závěru úseku uvnitř městských hradeb, tj. přibližně mezi dnešními domy čp. 60 a čp. 519. Její název je odvozen od vesnice Prunéřov založené roku 1261 kadaňským měšťanem Arnem, k níž směřovala od brány stará kupecká cesta. V prostoru mezi Prunéřovskou branou a minoritským klášterem svatého Michaela byly vedeny tři pásy hradeb, před nimiž byl navíc vyhlouben hradební příkop, který byl později dokonce vyzděný kameny.
Severovýchodní nároží hradeb pak bylo kryto ve vnějším hradebním pásu menší baštou od konce 19. století známou pod názvem Židovský templ, v prostředním tzv. parkánovém hradebním pásu velkou dělovou Minoritskou baštou a ve vnitřním hradebním pásu další obrannou baštou vestavěnou přímo do budovy minoritského kláštera. Během zdokonalování městské fortifikace v 15. století byla brána navíc opatřena mohutným barbakánem. Na vedutě města Kadaně od Jana Willenberga z roku 1602 je Prunéřovská brána vyobrazena s kupolovitou střechou. Noční uzavírání bran po desáté hodině večerní platilo také pro Prunéřovskou bránu, a sice až do roku 1820. Brána byla zbořena roku 1834 během asanace městského opevnění.

## Prunéřovské předměstí a Prunéřovská branka
V prostoru před Prunéřovskou branou vznikalo již od 13. století svébytné předměstí, později fungující jako samostatná městská část, od 16. století označovaná jako čtvrť u Prunéřovské brány nebo Prunéřovské předměstí. Roku 1475 došlo dokonce k zasypání části hradebního příkopu mezi Prunéřovskou a Žateckou branou, čímž byla umožněna výstavba nových domů. Prunéřovské předměstí sousedilo na východě se Špitálským předměstím a na západě s tzv. Novým Městem. Již na přelomu 14. a 15. století došlo k opevnění kadaňských předměstí a také ke vzniku předměstských branek. Na kraji Prunéřovského předměstí vznikla tzv. Prunéřovská branka, plnící zároveň funkci obranné věže, poprvé doložená je v roce 1499. Noční uzavírání městských bran se nevztahovalo na předměstské branky. 
Ten, kdo přijel do Kadaně v nočních hodinách, tak mohl střeženou brankou projít a ubytovat se v předměstských hostincích. Archeologické průzkumy dokládají, že ulice Prunéřovská se v prostoru před Prunéřovskou branou rozšiřovala a tvořila jakési trojúhelníkové náměstí. Tento urbanistický prvek umožňoval karavanám, které po kupecké cestě k městu přijížděly, aby buďto pokračovaly branou do města, nebo odbočily vlevo do ulice Pastýřská studánka a poté se ulicí Koželužskou (dříve Dvorská) dostaly přímo k brodu (později mostu) přes řeku Ohři. Před Prunéřovskou branou, blíže k tzv. Rafandě, je od středověku až do 17. století doložena existence kovárny, která poskytovala důležité služby kupcům a poutníkům. Prunéřovské předměstí bylo zřejmě významnou městskou lokalitou, jak například dokládá zmínka z roku 1357 o městských konšelech Cunczmannovi a Theodorichovi, kteří zde vlastnili domy. 

## Pověst
Podle pověsti žila na říčním ostrově Písečná hlava, přiléhajícím ke Špitálskému předměstí, tajemná divoženka Violanta. Obyvatelům se zjevovala tehdy, když se ve městě schylovalo k nějakému neštěstí, například k ničivému požáru. Za neustálého kvílení a bědování proběhla vždy Žateckou branou, pokračovala uličkami Starého Města kadaňského, a sice až k Prunéřovské bráně, kde se záhadně rozplynula. Poprvé prý bylo možné tento zvláštní úkaz sledovat v roce 1362, naposledy pak roku 1811. Tedy v letech, kdy v Kadani došlo k prvnímu a poslední velkému požáru, který zachvátil jak celé město, tak předměstí.